# Österreichischer Historikertag
Der Österreichische Historikertag ist mit durchschnittlich 20 Sektionen ein nationaler geisteswissenschaftlicher Fachkongress. Bis 2012 fand er häufig zusammen mit dem Österreichischen Archivtag statt.

## Beschreibung
Der Österreichische Historikertag findet in unregelmäßigen Abständen alle zwei bis vier Jahre an einer österreichischen Universität oder einem Archiv statt und versammelt Archivare, Fachwissenschaftler, Geschichtslehrer, Studierende, Journalisten und historisch Interessierte.

## Bisherige Historikertage
- 1. ÖHT in Wien
- 2. ÖHT in Linz vom 18. bis 20. September 1951
- 3. ÖHT in Graz vom 26. bis 29. Mai 1953
- 4. ÖHT in Klagenfurt
- 5. ÖHT in Innsbruck vom 9. bis 12. September 1959
- 6. ÖHT in Salzburg, veranstaltet vom 20. bis 23. September 1960
- 7. ÖHT in Eisenstadt vom 18. bis 31. August 1962
- 8. ÖHT in St. Pölten vom 15. bis 18. September 1964
- 9. ÖHT in Linz vom 5. bis 8. September 1967
- 10. ÖHT in Graz
- 11. ÖHT in Innsbruck vom 4. bis 8. Oktober 1971
- 12. ÖHT in Bregenz
- 13. ÖHT in Klagenfurt vom 18. bis 21. Mai 1976.
- 14. ÖHT in Wien
- 15. ÖHT in Salzburg vom 15. bis 18. September 1981
- 16. ÖHT in Krems an der Donau
- 17. ÖHT in Eisenstadt vom 31. August bis 5. September 1987
- 18. ÖHT in Linz 1990
- 19. ÖHT in Graz vom 18. bis 23. Mai 1992
- 20. ÖHT in Bregenz
- 21. ÖHT in Wien vom 6. bis 10. Mai 1996
- 22. ÖHT in Klagenfurt vom 3. bis 7. Mai 1999
- 23. ÖHT in Salzburg vom 24. bis 27. September 2002
- 24. ÖHT in Innsbruck vom 20. bis 23. September 2005
- 25. ÖHT im NÖ Landesarchiv in St. Pölten von 15. bis 19. September 2008[1]
- 26. ÖHT in Krems vom 25. bis 28. September 2012
- 27. ÖHT in Linz an der Universität Linz vom 14. bis 16. September 2015[2]
- 28. ÖHT in …[3]

## Mit anderen Ländern veranstaltete Historikertreffen
- 1. Österreichisch-Italienisches Historikertreffen in Innsbruck am 2. Oktober 1971
- 2. Österreichisch-Italienisches Historikertreffen 1972
- Österreichisch-Jugoslawisches Historikertreffens in Gösing 1976
- 1. Österreichisch-Ungarisches Historikertreffen
- 2. Österreichisch-Ungarisches Historikertreffen in Wien 1980
- 3. Österreichisch-Ungarisches Historikertreffen in Graz 1986
- 1. Österreichisch-Slowenisches Historikertreffen
- 2. Österreichisch-Slowenisches Historikertreffen in Tainach 1996
- 3. Österreichisch-Slowenisches Historikertreffen in Ljubljana 1999
- Österreichisch-Deutsches Historikertreffen in Mainz 1997
- 1. Österreichisch-Tschechischer Historikertag in Waidhofen a.d.Thaya 2004
- 2. Österreichisch-Tschechische Historikertage in Waidhofen a.d.Thaya 2006[4]
- 3. Österreichisch-Tschechische Historikertage: „Die 8er Jahre in der österreichischen und tschechischen Geschichte des 20. Jahrhunderts“ in Waidhofen a.d.Thaya 2008[5]
- 4. Österreichisch-Tschechische Historikertage: „Die Husák- und Kreisky-Jahre. Politik, Kultur und Gesellschaft in Österreich und der Tschechoslowakei der 70er Jahre“ in Waidhofen a.d.Thaya 2010[6]
- 5. Österreichisch-Tschechische Historikertage: „Wirtschaft entlang der tschechisch-österreichischen Grenze“ in Raabs 2010[7]
- 6. Österreichisch-Tschechische Historikertage: „Vom 20. Jahrhundert ins neue Jahrtausend – Österreich und die Tschechoslowakei/Tschechien 1986-2016“ in Raabs an der Thaya 2016